# 康宁 (演员)
康宁（1995年8月10日—），中国大陆影视女演员，出生于辽宁省，拥有俄罗斯血统，毕业于遼寧政法職業學院。2013年下半年，被媒体称为“95后警校校花”的她在赴京参加艺考前培训班时，凭借优秀的外形条件和艺能素质，被海润时代演艺经纪公司发掘，跳过艺考直接进入演艺圈发展。

## 生平
2013年，康宁出演了个人第一部电视剧作品—由林永乐、李曼等主演的年代抗争传奇剧《怒放》,饰演一名天性聪慧的战地护士米小米。
2014年，康宁参与拍摄由于正工作室承制，景甜、张哲瀚、李佳航等主演的古装爱情励志剧《班淑传奇》，饰演从小体弱多病却本性乖巧，深得邓太后宠爱的闻喜公主劉興。这也是康宁首部古装剧作品。 随后，被导演董润年钦点出演爱奇艺出品的古装探案网络轻喜剧《后宫那些事儿》，饰演女一号瓜尔佳环环。这也是康宁第一部担任主角的作品。 此外，康宁还在古装探案喜剧《医馆笑传》中饰演秦将军夫人的丫鬟雨禅。
2015年，康宁参与拍摄《铁猴子传奇》系列武侠电影，饰演率直冲动但本性善良纯真的前进大小姐蒋子娇。 随后，励志电影《鹦哥岭，最后一枪》于6月在海口开机，讲述鹦哥岭自然保护区管理站新毕业的大学生们在鹦哥岭学习工作、并与盗猎者斗智斗勇的精彩故事。康宁挑大梁饰演性格活泼天真的林业大学大四在校生，女一号林木子。这也是康宁首部担任女主角的电影作品。 同年，康宁参演由乐视网出品的古装宫廷网络剧《绝命卦师》，饰演庄妃，一位在宫中会使用蛊术的妃子。此外，康宁参演由素有台湾“偶像剧教父”之称的导演刘俊杰所执导，刘恺威、古力娜扎、孙艺洲等主演的暖心励志时尚爱情剧《柠檬初上》，饰演麻辣警花童丹。这也是康宁首部现代偶像剧作品。
2016年，康宁参与拍摄由张丹峰、苏青等主演的消防题材剧《特勤精英》，饰演护士徐璐。随后，参演由姚笛、乔振宇等主演的著名小说改编同名电视剧《蔓蔓青萝》，饰演顾相之女顾天琳。

## 作品

### 電視劇／網劇
| 首播年份 | 剧名           | 角色        | 备注       |
| -------- | -------------- | ----------- | ---------- |
| 2014年   | [怒放          | 米小米      |            |
| 2014年   | 后宫那些事儿   | 瓜尔佳·环环 | 网络剧     |
| 2015年   | 医馆笑传       | 雨蝉        |            |
| 2015年   | 班淑传奇       | 劉興        |            |
| 2016年   | 终极使命       | 錢婷婷      |            |
| 2016年   | 绝命卦师       | 庄妃        | 网络剧     |
| 2016年   | 柠檬初上       | 童丹        |            |
| 2017年   | 楚乔传         | 扎玛郡主    |            |
| 2017年   | 特勤精英       | 徐璐        |            |
| 2017年   | 花谢花飞花满天 | 花含羞      |            |
| 2018年   | 恋爱先生       | 徐樂        |            |
| 2018年   | 我们的青春期   | 芦苇        |            |
| 2019年   | 浅情人不知     | 郑叮叮      | 第一女主角 |
| 2019年   | 我的单板女孩   | 米粒        | 网络剧     |
| 2021年   | 玲珑狼心       | 玲珑/狼隐   | 网络剧     |
| 2021年   | 百灵潭         | 寒生        | 网络剧     |
| 2025年   | 蛮好的人生     | YUKI李羽可  |            |
| 待播     | 蔓蔓青萝       | 顾天琳      |            |
| 待播     | 我的千岁大人   |             | 网络剧     |
| 待播     | 我不是随便的人 |             | 网络剧     |

### 電影／微電影
| 首映年份 | 剧名                       | 角色   | 备注                 |
| -------- | -------------------------- | ------ | -------------------- |
| 2015年   | 《铁猴子传奇》系列武侠电影 | 蒋子娇 | 中央六套电影频道播出 |
| 2018     | 《四大名捕之入梦妖灵》     | 白晓茹 | 網絡電影             |
| 2019     | 《紫棠》                   | 紫棠   | 網絡電影             |
| 2019     | 《四大名捕之食人梦界》     | 白晓茹 | 網絡電影             |
| 2020     | 《鬼吹灯之龙岭迷窟》       | 雪莉杨 | 網絡電影             |
| 2020     | 《灵兽》                   | 完颜槿 | 網絡電影             |
| 2020     | 《鬼吹灯之龙岭神宫》       | 雪莉杨 | 網絡電影             |
| 2020     | 《蛇王》                   | 静兰   | 網絡電影             |
| 2020     | 《禁武令之九幽烛龙》       | 沐雨涵 | 網絡電影             |
| 2021     | 《楚留香之盗帅觉醒》       | 慕千羽 | 網絡電影             |
| 2024     | 《青丘缘起》               | 素仙   | 網絡電影             |
| 未上映   | 《锦衣风云之要命的镖》     |        | 網絡電影             |
| 未上映   | 《鹦哥岭，最后一枪》       | 林木子 | 2015年拍摄           |